# Distretto di Matucana
Il distretto di Matucana è uno dei trentadue distretti della provincia di Huarochirí, in Perù. Si trova nella regione di Lima e si estende su una superficie di 179,44 chilometri quadrati.
Ha per capitale la città di Matucana.